# کازوکی ایواموتو
کازوکی ایواموتو (ژاپنی: 岩本 和希؛ زادهٔ ۷ آوریل ۱۹۹۷) یک بازیکن فوتبال اهل ژاپن است.
از باشگاه‌هایی که در آن بازی کرده‌است می‌توان به باشگاه فوتبال کاماتامار سان‌اوکی اشاره کرد.